# George Tucker (Musiker)
George Andrew Tucker (* 10. Dezember 1927 in Palatka, Florida; † 10. Oktober 1965 in New York) war ein US-amerikanischer Jazz-Bassist des Hardbop.
Tucker studierte ab 1948 in New York am Conservatory of Modern Music, 1957–58 auch an der Juilliard School of Music  und arbeitete zunächst mit Earl Bostic, Sonny Stitt und John Coltrane zusammen. Ende der 1950er Jahre war Tucker vor allem im Minton’s Playhouse beschäftigt, spielte aber auch bei Junior Mance, Jerome Richardson und mit eigenen Formationen. Außerdem begleitete er das Vokalensemble Lambert, Hendricks & Bavan. Tucker war an Aufnahmen mit Jaki Byard, Eric Dolphy, Bennie Green, John Handy, Clifford Jordan, Jackie McLean, Charles McPherson, Horace Parlan, Freddie Redd, Johnny Smith, Stanley Turrentine und Joe Zawinul beteiligt. Mit Tommy Flanagan und Curtis Fuller nahm er 1960 für Savoy Records das Album Jazz ... It´s Magic! auf.